# Paul Scriven
 (août 2021).
Pour les articles homonymes, voir Scriven (homonymie).
Paul James Scriven, baron Scriven (né le 7 février 1966) est un homme politique libéral-démocrate et ancien chef du conseil municipal de Sheffield (2008-11), qui est décrit comme « l'allié le plus proche de Nick Clegg dans le gouvernement local ».

## Jeunesse et vie professionnelle
Scriven grandit dans un logement social à Huddersfield, dans le West Riding of Yorkshire. Il fait ses études au lycée Rawthorpe, à Huddersfield, mais après avoir travaillé pendant deux ans pour une entreprise de construction de routes, il reprend ses études à 18 ans pour étudier ses A-level au Huddersfield Technical College. Il fréquente l'école polytechnique de Manchester (maintenant Université métropolitaine de Manchester) pour préparer un baccalauréat. De 1989 à 1990, il est président de son syndicat des étudiants.
Il commence sa vie professionnelle en accéléré en tant que stagiaire diplômé du National Health Service. Il travaille dans un certain nombre d'hôpitaux au Royaume-Uni et plus tard pour un certain nombre d'entreprises privées. Il est maintenant associé directeur d'un cabinet de conseil Scriven Consulting, travaillant principalement avec des organismes privés et publics au Royaume-Uni, en Afrique australe et en Asie du Sud-Est.
En 2020, Scriven reçoit un doctorat honorifique de l'Université métropolitaine de Manchester pour ses services à la réforme du secteur public et aux questions internationales d'asile LGBT.

## Carrière politique
Scriven est élu au conseil municipal de Sheffield en mai 2000 pour le quartier de Broomhill et devient chef du groupe libéral-démocrate en 2002. Il est ensuite chef du conseil en 2008, à la suite des élections locales qui voient les libéraux-démocrates prendre le contrôle du conseil municipal de Sheffield.
Aux élections générales de 2010, il est le candidat libéral-démocrate de la circonscription de Sheffield Central, perdant face au travailliste Paul Blomfield par seulement 165 voix.
Après les élections de 2010, Scriven reste chef du Conseil et, en novembre de la même année, il reçoit un prix du chef de l'Alliance des libéraux et des démocrates pour l'Europe, décerné chaque année pour « reconnaître... personnalités politiques libéraux et démocrates ».
En avril 2011, le journal The Guardian décrit Scriven comme « l'allié le plus proche du gouvernement local » du vice-premier ministre Nick Clegg.
Lors des élections locales de mai 2011, les travaillistes reprennent le contrôle du Conseil et Scriven quitte son poste de chef du groupe libéral-démocrate. Un an plus tard, aux élections de 2012, Scriven perd son siège à Broomhill.
Le 8 août 2014, il est nommé pair à vie libéral-démocrate. Il est créé baron Scriven du Hunters Bar de la ville de Sheffield le 23 septembre 2014. Il travaille sur des problèmes liés aux violations des droits de l'homme à Bahreïn, améliorant le système d'immigration, en particulier pour les candidats LGBT +, faisant campagne pour un Royaume-Uni fédéral à travers les régions via une dévolution radicale, la réforme du gouvernement local et mettant en évidence les problèmes de libertés civiles liés à technologie et informatique.
En mai 2016, Scriven est réélu au conseil municipal de Sheffield, pour le quartier Ecclesall. Il annonce qu'il ne se représente pas au Conseil à la fin de son mandat en mai 2019.
Scriven est le porte-parole par intérim des libéraux démocrates pour la Santé en 2020 au début de la pandémie de coronavirus. Il plaide pour un partenariat égal entre le gouvernement local et national qui, selon lui, est essentiel pour faire face aux problèmes de santé publique qui pourraient survenir.

## Vie privée
En juin 2017, Scriven épouse son partenaire depuis vingt-deux ans, le Dr David Black.